# Celtic Woman: Songs From The Heart
Songs from the Heart es el quinto álbum de estudio del conjunto de cantantes irlandesas Celtic Woman, publicado el 26 de enero de 2010 por Manhattan Records y distribuido por Universal Music.

## Antecedentes
Las intérpretes en Songs from the Heart son las vocalistas Chloë Agnew, Alex Sharpe, Lisa Kelly, Lynn Hilary y la violinista Máiréad Nesbitt. En la edición alemana, lanzada en enero de 2011, también aparece la cantante Lisa Lambe como una nueva intérprete en el álbum, así mismo en una nueva edición de 2017 cuenta con la participación de la vocalista Órla Fallon. Las canciones del álbum fueron extraídas del repertorio interpretado por Celtic Woman en su concierto Songs from the Heart, grabado en HD en la mansión Powerscourt House en junio de 2009. Esta presentación fue transmitida en Estados Unidos principalmente por la televisora PBS y después se publicó en DVD en la misma fecha de publicación del álbum. La producción gira en torno a un ambiente más sentimental, un romanticismo y un encanto por todo.
El tema «When You Believe», interpretado por Chloë Agnew, fue lanzado como un single en iTunes en la misma fecha que se lanzó el disco. Los videoclips de cada uno de los temas, autorizados para su exhibición, fueron publicados el 27 de noviembre de 2009 en iTunes para su compra.

## Songs from the Heart — Live
El concierto fue grabado originalmente para transmitirse como un especial de televisión para la cadena PBS. La grabación se llevó a cabo en los jardines de la mansión Powerscourt House en el verano de 2009. El concierto fue grabado por Alex Coletti Productions en asociación con Brennus Productions, con toda la edición preparada por Windmill Lane Post Production en Dublín. El gerente general de Celtic Woman Ltd., Scott Porter menciona en el "Making of" incluido en el DVD que 'Powerscourt House ha sido uno de los lugares más hermosos y desafiantes que jamás haya elegido para realizar un evento de ese tipo'.
El show, al igual que el especial predecesor A New Journey, también presentó inconvenientes debido a las precipitaciones del día anterior, obligando a las chicas a ensayar dentro de la sala principal de la mansión. El concierto se retrasó aún más cuando el generador eléctrico que alimentaba la iluminación cámaras y otros equipos necesarios, falló durante la interpretación de la canción Goodnight My Angel, requiriendo que el show se interrumpiera mientras que un segundo generador era enviado. El primer generador se reparó y fijó permitiendo que el concierto continuase.
El DVD y especial de PBS no contienen en su totalidad el concierto completo ya que según el director y compositor musical del conjunto, David Downes, éste duró más de dos horas. Como Celtic Woman no tenía todos los derechos de utilización de las canciones interpretadas en el concierto, no pudieron incluirlas en lo que sería el DVD ni el especial de PBS. El concierto real, como se muestra en el DVD, era de más de una hora de duración, sin embargo con el paso de los años se han dado a conocer no oficialmente algunos videos no incluidos en el DVD, como las canciones «You’ll Be In My Heart» y «Carolina Rua».
La producción en video del concierto también incluye un making of de 20 minutos el cual da a conocer todo lo acontecido durante los tres días previos a éste.

## Lista de temas

### Edición de 2010
| Songs from the Heart |                                                |                                           |          |  |
| N.º                  | Título                                         | Intérprete(s)                             | Duración |  |
| 1.                   | «Fields Of Gold»                               | Lisa Kelly                                | 3:49     |  |
| 2.                   | «Amazing Grace»                                | Agnew / Sharpe / Kelly / Hilary           | 4:58     |  |
| 3.                   | «Níl Sé'n Lá»                                  | Agnew / Sharpe / Kelly / Nesbitt / Hilary | 3:37     |  |
| 4.                   | «My Lagan Love»                                | Lynn Hilary                               | 2:52     |  |
| 5.                   | «When You Believe»                             | Chloë Agnew                               | 4:30     |  |
| 6.                   | «The New Ground - Isle of Hope, Isle of Tears» | Agnew / Sharpe / Kelly / Hilary           | 6:41     |  |
| 7.                   | «The Coast of Galiçia»                         | Máiréad Nesbitt                           | 3:38     |  |
| 8.                   | «Non C'è Più»                                  | Agnew / Sharpe / Kelly / Nesbitt / Hilary | 4:50     |  |
| 9.                   | «The Moon's A Harsh Mistress»                  | Kelly / Nesbitt                           | 3:16     |  |
| 10.                  | «You'll Be In My Heart»                        | Alex Sharpe                               | 4:02     |  |
| 11.                  | «Goodnight My Angel»                           | Agnew / Kelly / Hilary                    | 3:16     |  |
| 12.                  | «Galway Bay»                                   | Chloë Agnew                               | 4:17     |  |
| 13.                  | «The Lost Rose Fantasia»                       | Máiréad Nesbitt                           | 2:20     |  |
| 14.                  | «O, America!»                                  | Agnew / Sharpe / Kelly / Nesbitt / Hilary | 3:51     |  |
| 55:57                |                                                |                                           |          |  |

#### Bunus Track en Edición de iTunes
| Songs From The Heart (iTunes Edition) |                                                                    |                                           |          |  |
| N.º                                   | Título                                                             | Intérprete(s)                             | Duración |  |
| 15.                                   | «Finale / Mo Ghile Mear (Live from Powerscourt House and Gardens)» | Agnew / Sharpe / Kelly / Nesbitt / Hilary | 3:18     |  |
| 59:14                                 |                                                                    |                                           |          |  |

#### Bonus Track en Edición de Lujo
| Songs from the Heart (Deluxe Edition) |                                                                    |                                           |          |  |
| N.º                                   | Título                                                             | Intérprete(s)                             | Duración |  |
| 15.                                   | «The Call (Live from Powerscourt House and Gardens)»               | Agnew / Sharpe / Kelly / Nesbitt / Hilary | 5:28     |  |
| 16.                                   | «Finale / Mo Ghile Mear (Live from Powerscourt House and Gardens)» | Agnew / Sharpe / Kelly / Nesbitt / Hilary | 3:18     |  |
| 64:41                                 |                                                                    |                                           |          |  |

#### Bonus Tracks en Edición de Amazon
| Songs from the Heart (Amazon Edition) |                                                        |                                 |          |  |
| N.º                                   | Título                                                 | Intérprete (s)                  | Duración |  |
| 15.                                   | «Carolina Rua (Live from Powescourt Hose and Gardens)» | Hilary / Nesbitt                | 3:28     |  |
| 16.                                   | «Danny Boy (Live from Powerscourt House and Gardens)»  | Agnew / Sharpe / Kelly / Hilary | 3:24     |  |
| 62:47                                 |                                                        |                                 |          |  |

#### Bonus Tracks en Edición Japonesa
| Songs from the Heart (Japanese Edition) |                                                             |                                           |          |  |
| N.º                                     | Título                                                      | Intérprete(s)                             | Duración |  |
| 15.                                     | «Pie Jesu (Live from Powerscourt House and Gardens)»        | Agnew / Nesbitt / Hilary                  | 3:47     |  |
| 16.                                     | «You Raise Me Up (Live from Powerscourt House and Gardens)» | Agnew / Sharpe / Kelly / Nesbitt / Hilary | 5:31     |  |
| 65:15                                   |                                                             |                                           |          |  |

### Edición de 2011

#### Bonus Tracks en Edición Alemana
| Songs from the Heart (German Edition) |                                                             |                                                   |          |  |
| N.º                                   | Título                                                      | Intérprete(s)                                     | Duración |  |
| 14.                                   | «Forever Young»                                             | Kelly / Nesbitt                                   | 3:56     |  |
| 15.                                   | «A Spaceman Came Travelling»                                | Lisa Lambe                                        | 3:49     |  |
| 16.                                   | «Wenn Du In Meinen Träumen Bei Mir Bist (Over The Rainbow)» | Agnew / Kelly / Nesbitt / Lambe                   | 2:41     |  |
| 17.                                   | «Symphonie»                                                 | Agnew / Nesbitt                                   | 4:20     |  |
| 18.                                   | «O Come All Ye Faithful»                                    | Agnew / Fallon / Kelly / Nesbitt / Ní Mhaolchatha | 3:52     |  |
| 70:44                                 |                                                             |                                                   |          |  |

### Edición de 2017
| Songs from the Heart |                                                                                    |                                                    |          |  |
| N.º                  | Título                                                                             | Intérprete(s)                                      | Duración |  |
| 1.                   | «The Call»                                                                         | Agnew / Fallon / Kelly / Nesbitt / Hilary / Sharpe | 4:15     |  |
| 2.                   | «Fields of Gold»                                                                   | Lisa Kelly                                         | 3:46     |  |
| 3.                   | «When You Believe»                                                                 | Chloë Agnew                                        | 4:26     |  |
| 4.                   | «The New Ground / Isle of Hope, Isle of Tears»                                     | Agnew / Sharpe / Kelly / Hilary                    | 6:41     |  |
| 5.                   | «My Lagan Love»                                                                    | Lynn Hilary                                        | 2:48     |  |
| 6.                   | «The Lost Rose Fantasia»                                                           | Máiréad Nesbitt                                    | 2:20     |  |
| 7.                   | «Newgrange»                                                                        | Alex Sharpe                                        | 3:47     |  |
| 8.                   | «The Moon’s a Harsh Mistress»                                                      | Kelly / Nesbitt                                    | 3:17     |  |
| 9.                   | «Goodnight my Angel»                                                               | Agnew / Kelly / Hilary                             | 3:14     |  |
| 10.                  | «Non c’è Più»                                                                      | Agnew / Sharpe / Kelly / Nesbitt / Hilary          | 4:47     |  |
| 11.                  | «You’ll Be in My Heart»                                                            | Alex Sharpe                                        | 3:59     |  |
| 12.                  | «Amazing Grace»                                                                    | Agnew / Sharpe / Kelly / Hilary                    | 4:58     |  |
| 13.                  | «Pie Jesu»                                                                         | Agnew / Nesbitt / Hilary                           | 3:27     |  |
| 14.                  | «Níl Sé’n Lá»                                                                      | Agnew / Sharpe / Kelly / Nesbitt / Hilary          | 3:33     |  |
| 15.                  | «The Coast of Galiçia»                                                             | Máiréad Nesbitt                                    | 3:33     |  |
| 16.                  | «Carolina Rua»                                                                     | Lynn Hilary                                        | 2:48     |  |
| 17.                  | «Galway Bay»                                                                       | Chloë Agnew                                        | 4:12     |  |
| 18.                  | «O, America!»                                                                      | Agnew / Sharpe / Kelly / Nesbitt / Hilary          | 3:46     |  |
| 19.                  | «Slumber My Darling / The Mason’s Apron (Live from Powerscourt House and Gardens)» | Máiréad Nesbitt                                    | 3:40     |  |
| 73:17                |                                                                                    |                                                    |          |  |

## DVD
| Songs from the Heart — Live from Powerscourt House and Gardens |                                                |                                           |          |  |
| N.º                                                            | Título                                         | Intérprete(s)                             | Duración |  |
| 1.                                                             | «The Call»                                     | Agnew / Sharpe / Kelly / Nesbitt / Hilary |          |  |
| 2.                                                             | «Fields of Gold»                               | Lisa Kelly                                |          |  |
| 3.                                                             | «When You Believe»                             | Chloë Agnew                               |          |  |
| 4.                                                             | «The Coast of Galiçia»                         | Máiréad Nesbitt                           |          |  |
| 5.                                                             | «The New Ground / Isle of Hope, Isle of Tears» | Agnew / Sharpe / Kelly / Hilary           |          |  |
| 6.                                                             | «Non c’è Più»                                  | Agnew / Sharpe / Kelly / Nesbitt / Hilary |          |  |
| 7.                                                             | «True Colors»                                  | Sharpe / Nesbitt                          |          |  |
| 8.                                                             | «Galway Bay»                                   | Chloë Agnew                               |          |  |
| 9.                                                             | «Goodnight my Angel»                           | Agnew / Kelly / Hilary                    |          |  |
| 10.                                                            | «O, America!»                                  | Agnew / Sharpe / Kelly / Nesbitt / Hilary |          |  |
| 11.                                                            | «Níl Sé’n Lá»                                  | Agnew / Sharpe / Kelly / Nesbitt / Hilary |          |  |
| 12.                                                            | «The Lost Rose Fantasia»                       | Máiréad Nesbitt                           |          |  |
| 13.                                                            | «The Moon’s a Harsh Mistress»                  | Kelly / Nesbitt                           |          |  |
| 14.                                                            | «My Lagan Love»                                | Lynn Hilary                               |          |  |
| 15.                                                            | «Amazing Grace»                                | Agnew / Sharpe / Kelly / Hilary           |          |  |
| 16.                                                            | «Pie Jesu»                                     | Agnew / Nesbitt / Hilary                  |          |  |
| 17.                                                            | «Slumber My Darling / The Mason’s Apron»       | Máiréad Nesbitt                           |          |  |
| 18.                                                            | «Danny Boy»                                    | Agnew / Sharpe / Kelly / Hilary           |          |  |
| 19.                                                            | «You Raise Me Up»                              | Agnew / Sharpe / Kelly / Nesbitt / Hilary |          |  |
| 20.                                                            | «Finale / Mo Ghile Mear»                       | Agnew / Sharpe / Kelly / Nesbitt / Hilary |          |  |